# Senátní obvod č. 35 – Jablonec nad Nisou
Senátní obvod č. 35 – Jablonec nad Nisou je podle zákona č. 247/1995 Sb. tvořen celým okresem Jablonec nad Nisou a částí okresu Semily ohraničenou na západě obcemi Záhoří, Chuchelna, Radostná pod Kozákovem a Rovensko pod Troskami.
Současnou senátorkou je od roku 2024 Lena Mlejnková ze SLK.

## Senátoři

František Vízek
Soňa Paukrtová
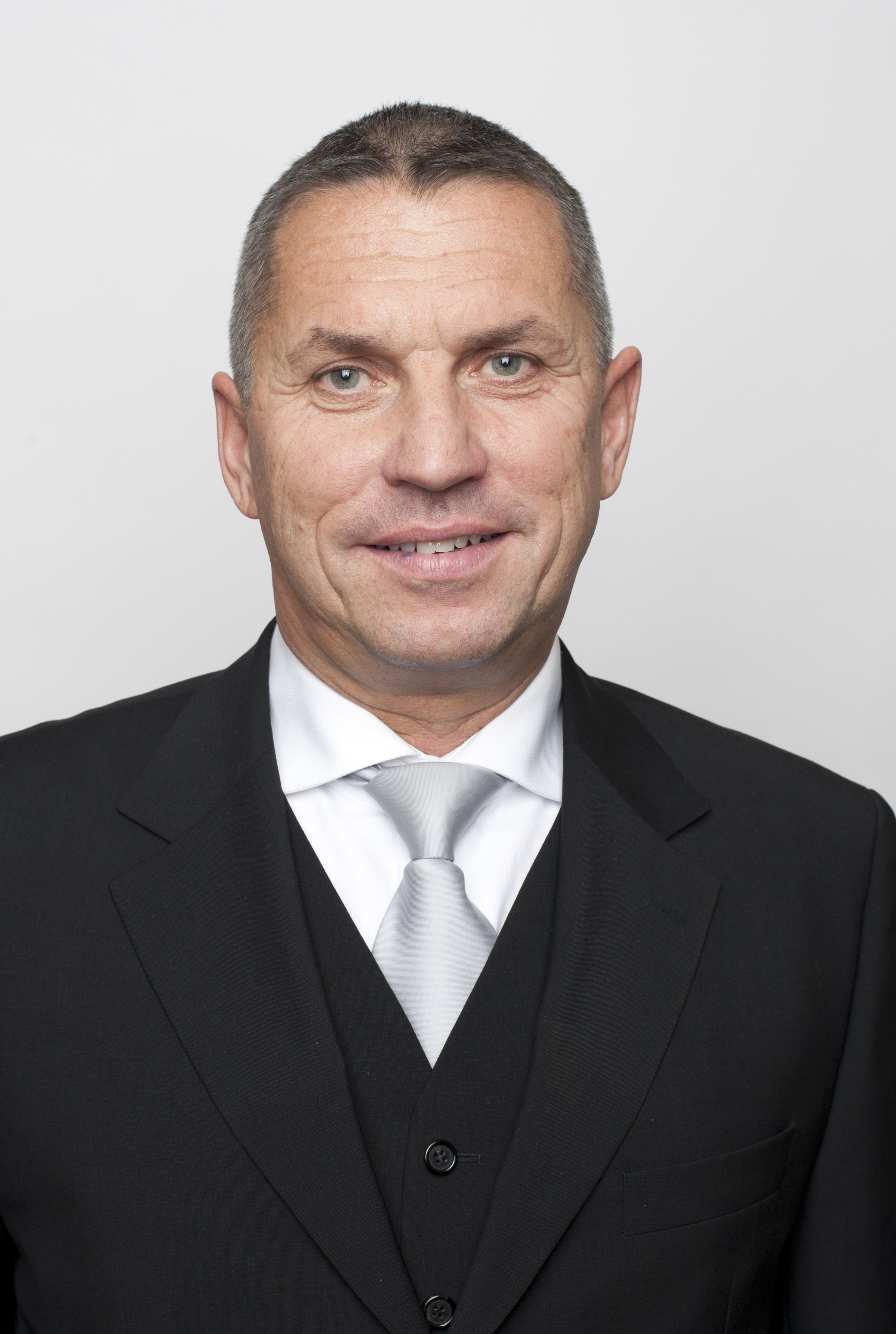
Jaroslav Zeman
Lena Mlejnková

| Volby | Volby  | Senátor                 | Volební strana | Navrhující strana | Politická příslušnost | Odkaz  |
| ----- | ------ | ----------------------- | -------------- | ----------------- | --------------------- | ------ |
|       | 1996   | PaedDr. František Vízek | ČSSD           | ČSSD              | ČSSD                  | profil |
|       | 2000   | Mgr. Soňa Paukrtová     | 4KOALICE       | US-DEU            | BEZPP                 | profil |
|       | 2006   | Mgr. Soňa Paukrtová     | SOS            | SOS               | BEZPP                 | profil |
|       | 2012   | Jaroslav Zeman          | ODS            | ODS               | ODS                   | profil |
| 2018  | profil | Jaroslav Zeman          | ODS            | ODS               | ODS                   |        |
|       | 2024   | Lena Mlejnková          | SLK            | SLK               | SLK                   |        |

## Volby

### Rok 1996
| Kandidát | Kandidát                   | Volební strana | Navrhující strana | Politická příslušnost | Počet hlasů (1. kolo) | %     | Počet hlasů (2. kolo) | %     |
| -------- | -------------------------- | -------------- | ----------------- | --------------------- | --------------------- | ----- | --------------------- | ----- |
|          | PaedDr. František Vízek    | ČSSD           | ČSSD              | ČSSD                  | 9 580                 | 24,70 | 19 414                | 50,80 |
|          | doc. Ing. Karel Dyba, CSc. | ODS            | ODS               | ODS                   | 14 223                | 36,68 | 18 805                | 49,20 |
|          | Ing. Miloš Šnytr           | ODA            | ODA               | ODA                   | 5 622                 | 14,50 | —                     | —     |
|          | Ing. František Pešek       | KSČM           | KSČM              | KSČM                  | 4 031                 | 10,39 | —                     | —     |
|          | Jaroslav Šafařík           | ČSNS           | ČSNS              | ČSNS                  | 2 276                 | 5,87  | —                     | —     |
|          | Josef Koníček              | SŽJ            | SŽJ               | SŽJ                   | 1 651                 | 4,26  | —                     | —     |
|          | Ing. Zdeněk Joukl          | NEZ            | NEZ               | NEZ                   | 1 110                 | 2,86  | —                     | —     |
|          | Miroslav Janatka           | D 92           | D 92              | D 92                  | 288                   | 0,74  | —                     | —     |

### Rok 2000
| Kandidát | Kandidát                   | Volební strana | Navrhující strana | Politická příslušnost | Počet hlasů (1. kolo) | %     | Počet hlasů (2. kolo) | %     |
| -------- | -------------------------- | -------------- | ----------------- | --------------------- | --------------------- | ----- | --------------------- | ----- |
|          | Mgr. Soňa Paukrtová        | 4KOALICE       | US-DEU            | BEZPP                 | 6 367                 | 17,51 | 11 096                | 51,38 |
|          | RNDr. Jiří Čeřovský        | ODS            | ODS               | ODS                   | 11 066                | 30,44 | 10 498                | 48,61 |
|          | Ing. Ludmila Brynychová    | KSČM           | KSČM              | KSČM                  | 5 447                 | 14,98 | —                     | —     |
|          | Ing. Jaroslava Syrovátková | NK             | NK                | BEZPP                 | 5 257                 | 14,46 | —                     | —     |
|          | PaedDr. František Vízek    | ČSSD           | ČSSD              | ČSSD                  | 4 796                 | 13,19 | —                     | —     |
|          | Ing. Ivan Kracík           | ČSNS           | ČSNS              | BEZPP                 | 1 521                 | 4,18  | —                     | —     |
|          | Ing. Zdeněk Joukl          | NEZ            | NEZ               | NEZ                   | 1 497                 | 4,11  | —                     | —     |
|          | Pavel Kadaš                | PA             | PA                | PA                    | 391                   | 1,07  | —                     | —     |

### Rok 2006
| Kandidát | Kandidát                          | Volební strana | Navrhující strana | Politická příslušnost | Počet hlasů (1. kolo) | %     | Počet hlasů (2. kolo) | %     |
| -------- | --------------------------------- | -------------- | ----------------- | --------------------- | --------------------- | ----- | --------------------- | ----- |
|          | Mgr. Soňa Paukrtová               | SOS            | SOS               | BEZPP                 | 13 662                | 29,82 | 14 120                | 52,94 |
|          | RNDr. Jiří Čeřovský               | ODS            | ODS               | ODS                   | 16 783                | 36,63 | 12 549                | 47,05 |
|          | PhDr. Věra Picková                | KSČM           | KSČM              | KSČM                  | 5 367                 | 11,71 | —                     | —     |
|          | Prof. MUDr. Zbyněk Vobořil, DrSc. | NK             | NK                | BEZPP                 | 4 624                 | 10,09 | —                     | —     |
|          | Mgr. Imrich Bugár                 | ČSSD           | ČSSD              | BEZPP                 | 3 661                 | 7,99  | —                     | —     |
|          | Karel Kolář                       | KSDO           | KSDO              | KSDO                  | 942                   | 2,05  | —                     | —     |
|          | Ing. Zdeněk Joukl                 | Koal_ČR        | KAN               | BEZPP                 | 775                   | 1,69  | —                     | —     |

### Rok 2012
| Kandidát | Kandidát                     | Volební strana    | Navrhující strana | Politická příslušnost | Počet hlasů (1. kolo) | %     | Počet hlasů (2. kolo) | %     |
| -------- | ---------------------------- | ----------------- | ----------------- | --------------------- | --------------------- | ----- | --------------------- | ----- |
|          | Jaroslav Zeman               | ODS               | ODS               | ODS                   | 8 043                 | 21,41 | 14 003                | 63,62 |
|          | Mgr. Stanislav Eichler       | ČSSD              | ČSSD              | ČSSD                  | 5 838                 | 15,54 | 8 236                 | 36,37 |
|          | Ing. František Pešek         | KSČM              | KSČM              | KSČM                  | 4 772                 | 12,70 | —                     | —     |
|          | Mgr. Soňa Paukrtová          | STAN, SLK, TOP 09 | STAN              | BEZPP                 | 4 406                 | 11,73 | —                     | —     |
|          | MUDr. Michael Vraný          | KDU-ČSL           | KDU-ČSL           | KDU-ČSL               | 4 308                 | 11,47 | —                     | —     |
|          | Mgr. Pavel Žur               | NBPLK             | NBPLK             | NBPLK                 | 4 027                 | 10,72 | —                     | —     |
|          | RNDr. Josef Hausmann, CSc.   | NK                | NK                | BEZPP                 | 3 702                 | 9,85  | —                     | —     |
|          | Mgr. Stanislav Pěnička       | PSS               | PSS               | BEZPP                 | 1 199                 | 3,19  | —                     | —     |
|          | Mgr. Miroslav Matěcha        | SPOZ              | SPOZ              | SPOZ                  | 919                   | 2,44  | —                     | —     |
|          | PaedDr. Mgr. František Vízek | NÁR.SOC.          | NÁR.SOC.          | BEZPP                 | 336                   | 0,89  | —                     | —     |

### Rok 2018
| Kandidát | Kandidát                     | Volební strana | Navrhující strana | Politická příslušnost | Počet hlasů (1. kolo) | %     | Počet hlasů (2. kolo) | %     |
| -------- | ---------------------------- | -------------- | ----------------- | --------------------- | --------------------- | ----- | --------------------- | ----- |
|          | Jaroslav Zeman               | ODS            | ODS               | ODS                   | 16 229                | 34,31 | 12 434                | 56,42 |
|          | Mgr. Michaela Tejmlová LL.M. | SEN 21         | SEN 21            | BEZPP                 | 10 505                | 22,21 | 9 601                 | 43,57 |
|          | Josef Chuchlík               | ANO            | ANO               | BEZPP                 | 8 329                 | 17,61 | —                     | —     |
|          | Mgr. Pavel Žur               | NBPLK          | NBPLK             | NBPLK                 | 4 744                 | 10,03 | —                     | —     |
|          | Mgr. Michal Švarc            | SPD            | SPD               | SPD                   | 2 596                 | 5,48  | —                     | —     |
|          | Jindřich Berounský           | ČSSD           | ČSSD              | ČSSD                  | 2 552                 | 5,39  | —                     | —     |
|          | Mgr. Šárka Kalvová           | KSČM           | KSČM              | BEZPP                 | 2 334                 | 4,98  | —                     | —     |

### Rok 2024
Ve volbách v roce 2024 svůj mandát již neobhajoval senátor Jaroslav Zeman. Do Senátu PČR kandidovala starostka města Semily Lena Mlejnková z hnutí SLK. Za hnutí SEN 21 s podporou Pirátů a Zelených kandidovala právnička Michaela Tejmlová, která v tomto obvodu kandidovala již ve volbách v roce 2018. Kandidátem koalice SPOLU (tj. KDU-ČSL, ODS a TOP 09) byl ředitel Nemocnice Jablonec nad Nisou Vít Němeček. Za APB kandidoval starosta města Harrachov Tomáš Vašíček. Kandidátem hnutí ANO byl podnikatel a bývalý primátor města Jablonec nad Nisou Milan Kroupa. O post senátora rovněž usiloval kandidát koalice SPD a Trikolora a ředitel městské policie v Jablonci nad Nisou Michal Švarc, který v tomto obvodu kandidoval již ve volbách v roce 2018.
Do druhého kola voleb postoupili Lena Mlejnková a Milan Kroupa. V druhém kole zvítězila Lena Mlejnková.
| Kandidát | Kandidát                     | Volební strana       | Navrhující strana | Politická příslušnost | Počet hlasů (1. kolo) | %     | Počet hlasů (2. kolo) | %     |
| -------- | ---------------------------- | -------------------- | ----------------- | --------------------- | --------------------- | ----- | --------------------- | ----- |
|          | Bc. Milan Kroupa             | ANO                  | ANO               | BEZPP                 | 9 189                 | 26,45 | 8 424                 | 37,07 |
|          | Bc. Lena Mlejnková           | SLK                  | SLK               | SLK                   | 8 491                 | 24,44 | 14 299                | 62,92 |
|          | MUDr. Vít Němeček, MBA       | KDU-ČSL, ODS, TOP 09 | ODS               | ODS                   | 6 859                 | 19,74 | —                     | —     |
|          | Mgr. Bc. Michal Švarc        | SPD, Trikolora       | SPD               | SPD                   | 4 162                 | 11,98 | —                     | —     |
|          | Mgr. Michaela Tejmlová LL.M. | SEN 21               | SEN 21            | BEZPP                 | 3 442                 | 9,90  | —                     | —     |
|          | Mgr. Tomáš Vašíček           | APB                  | APB               | BEZPP                 | 2 593                 | 7,46  | —                     | —     |

## Volební účast
|  | nejvyšší volební účast |  | nejnižší volební účast |

| Rok  | % (1. kolo) | % (2. kolo) |
| ---- | ----------- | ----------- |
| 1996 | 36,63       | 36,06       |
| 2000 | 35,87       | 20,02       |
| 2006 | 45,82       | 24,23       |
| 2012 | 37,07       | 19,90       |
| 2018 | 44,38       | 19,53       |
| 2024 | 32,54       | 20,57       |

## Změny hranic volebního obvodu
Původně byla západní hranice obvodu v okrese Semily vymezena obcemi Semily, Slaná, Stružinec a Lomnice nad Popelkou, v roce 2010 byla změněna na hranici tvořenou obcemi Záhoří, Chuchelna, Radostná pod Kozákovem a Rovensko pod Troskami.